# Абдуллахи, Сулейман
Сулейман Абдуллахи (англ. Suleiman Abdullahi; род. 10 декабря 1996, Нигерия) — нигерийский футболист, нападающий клуба «Гётеборг».

## Клубная карьера
Воспитанник клуба «Эль-Канеми Варриорс». В 2015 году подписал контракт с норвежским клубом «Викинг». 6 апреля 2015 года в матче против «Мьондалена» дебютировал в Типпелиге. 25 апреля в поединке против Русенборга забил свой первый гол за «Викинг».
Летом 2016 года перешёл в немецкий «Айнтрахт» из Брауншвейга. 17 декабря в матче против «Карлсруэ» дебютировал во Второй Бундеслиге. 5 февраля 2017 года в матче против «Санкт-Паули» забил свой первый гол за «Айнтрахт».
Летом 2018 года был арендован берлинским «Унионом». 28 октября в матче против дрезденского «Динамо» дебютировал за новый клуб. 26 ноября в поединке против «Гамбурга» забил свой первый гол за «Унион». По итогам сезона клуб вышел в элиту и контракт Абдуллахи был выкуплен. 18 августа в матче против «РБ Лейпциг» дебютировал в Бундеслиге.

## Международная карьера
13 ноября 2015 года в отборочном матче чемпионата мира 2018 против сборной Эсватини дебютировал за сборную Нигерии.